# Marcillac-Saint-Quentin
Marcillac-Saint-Quentin (okzitanisch: Marcilhac e Sent Quentin) ist eine französische Gemeinde mit 839 Einwohnern (Stand: 1. Januar 2022), gelegen im Département Dordogne in der Region Nouvelle-Aquitaine. Die Gemeinde liegt im Arrondissement Sarlat-la-Canéda und zum Kanton Sarlat-la-Canéda. 

## Geographie
Marcillac-Saint-Quentin liegt in der Landschaft Périgord Noir, etwa 40 Kilometer südöstlich von Périgueux. Umgeben wird Marcillac-Saint-Quentin von den Nachbargemeinden La Chapelle-Aubareil im Norden, Saint-Geniès im Norden und Nordosten, Saint-Crépin-et-Carlucet im Osten, Proissans im Osten und Südosten, Sarlat-la-Canéda im Süden sowie Tamniès im Westen und Nordwesten.

## Einwohnerentwicklung
| Jahr                      | 1962 | 1968 | 1975 | 1982 | 1990 | 1999 | 2006 | 2013 |
| Einwohner                 | 378  | 406  | 407  | 454  | 598  | 664  | 756  | 786  |
| Quelle: Cassini und INSEE |      |      |      |      |      |      |      |      |

## Sehenswürdigkeiten
- Kirche Saint-Laurent aus dem 16. Jahrhundert
- Kirche Saint-Quentin
- Schloss Lasserre, seit 1926 Monument historique
- Schloss Le Barry

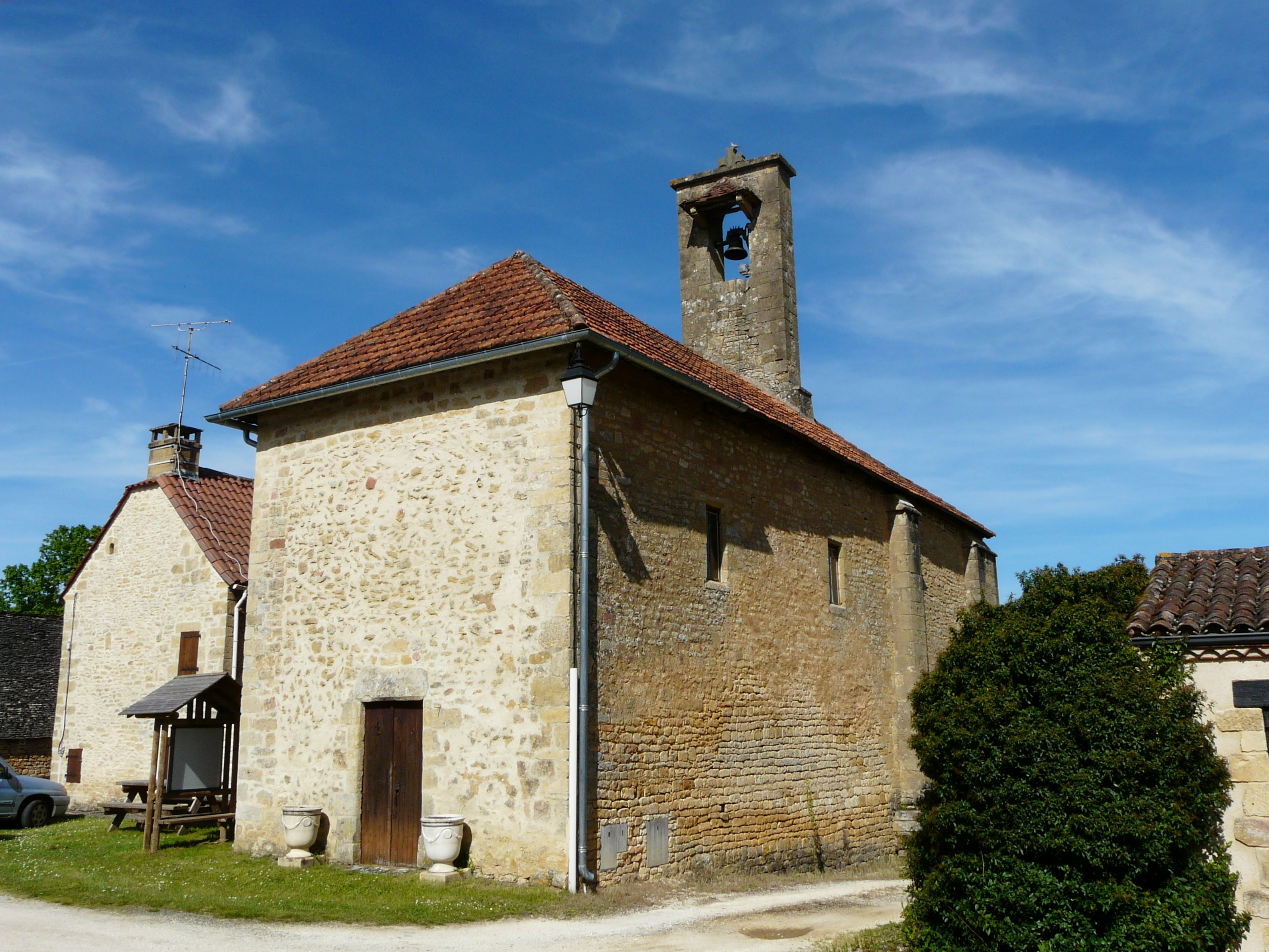
Kirche Saint-Laurent
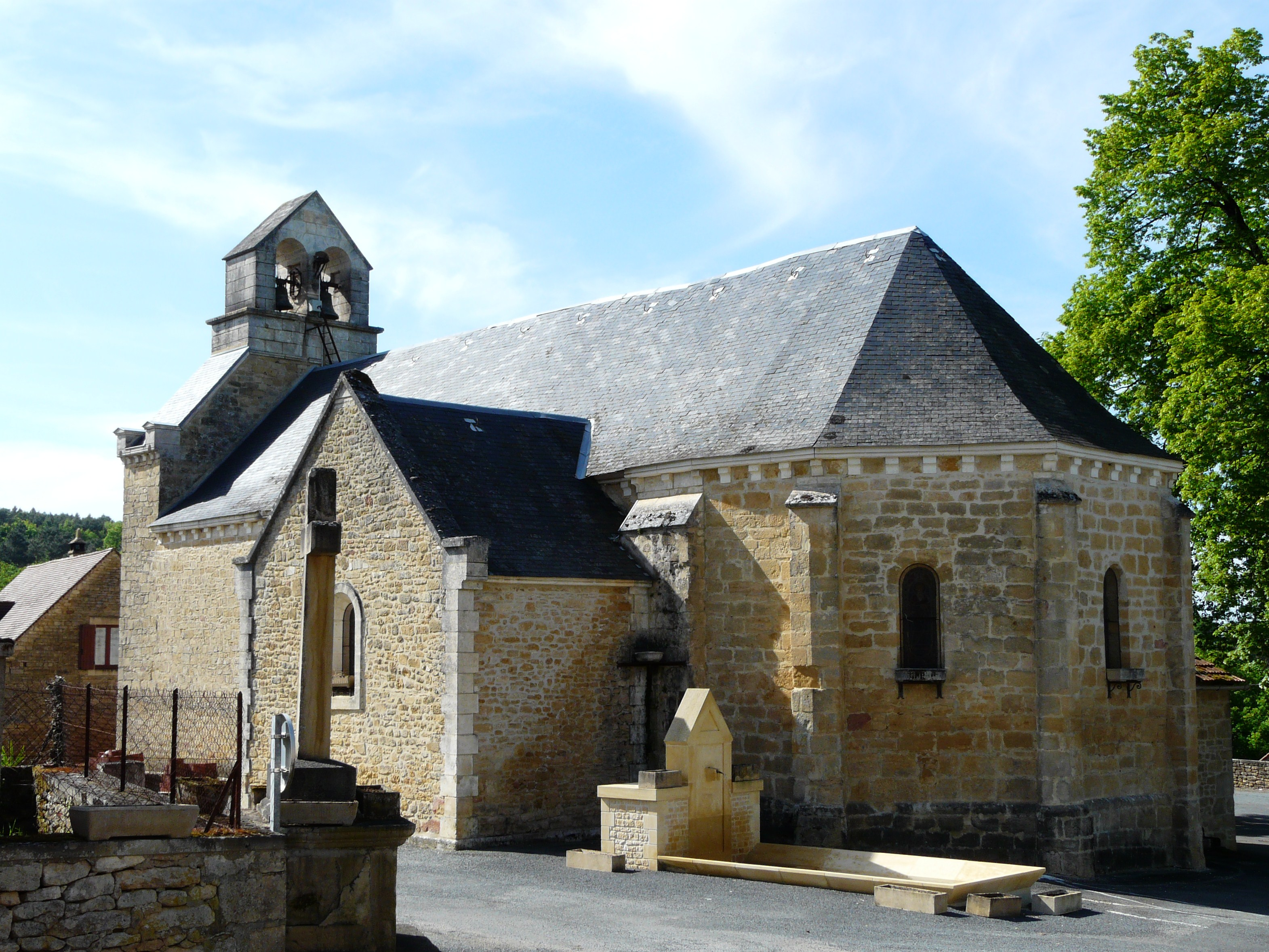
Kirche Saint-Quentin
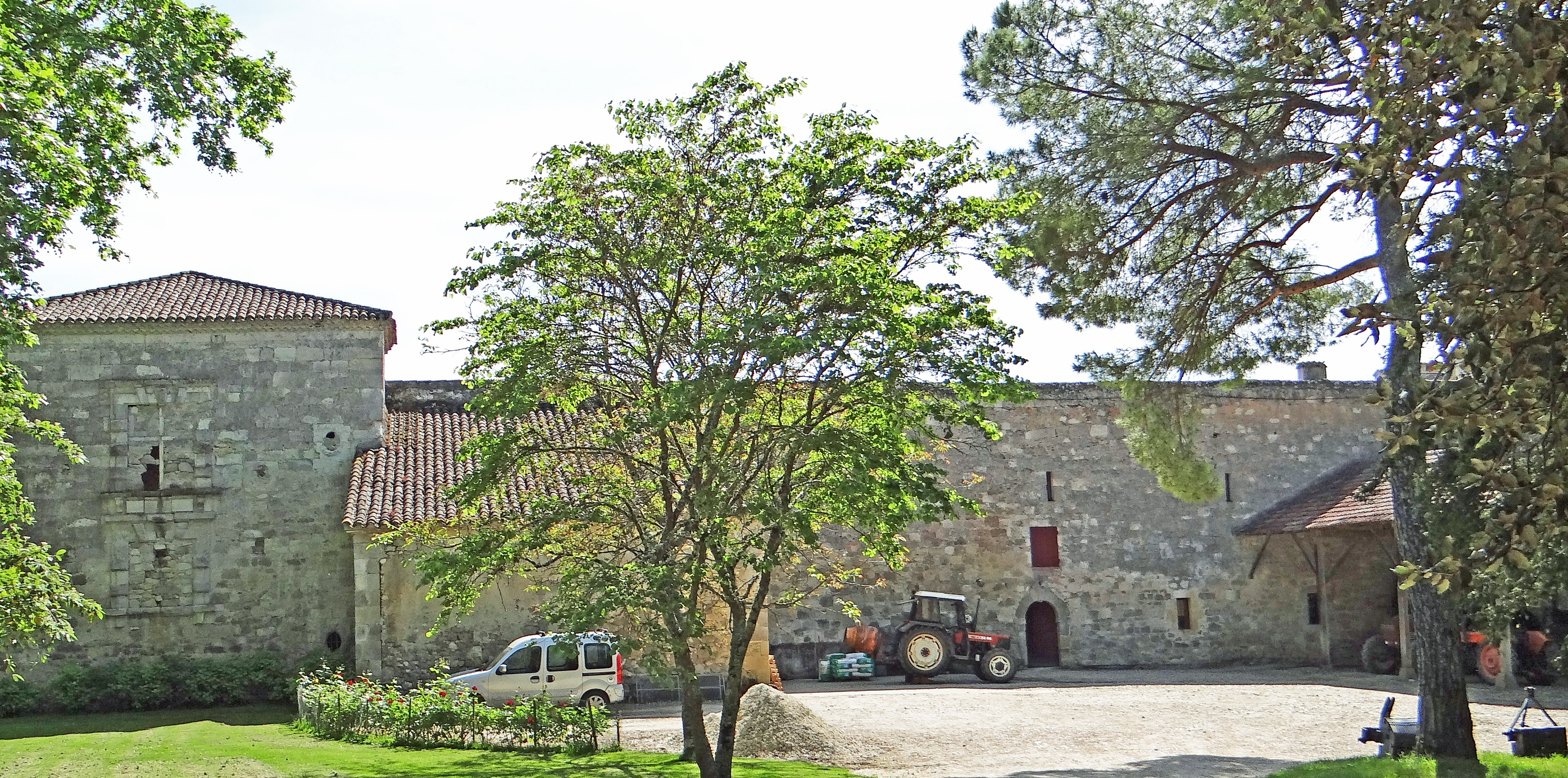
Schloss Lasserre